# Herrin
Herrin är en kommun i departementet Nord i regionen Hauts-de-France i norra Frankrike. Kommunen ligger i kantonen Seclin-Sud som tillhör arrondissementet Lille. År 2022 hade Herrin 426 invånare.

## Befolkningsutveckling
Antalet invånare i kommunen Herrin
| Referens: INSEE |